# Коппіген
Коппіген (нім. Koppigen) — громада в Швейцарії в кантоні Берн, адміністративний округ Емменталь.

## Географія
Громада розташована на відстані близько 24 км на північний схід від Берна.
Коппіген має площу 6,9 км², з яких на 17,3 % дозволяється будівництво (житлове та будівництво доріг), 58,7 % використовуються в сільськогосподарських цілях, 23,2 % зайнято лісами, 0,7 % не є продуктивними (річки, льодовики або гори).

## Демографія
2019 року в громаді мешкало 2082 особи (+0,1 % порівняно з 2010 роком), іноземців було 5,6 %. Густота населення становила 300 осіб/км².
За віковим діапазоном населення розподілялося таким чином: 19 % — особи молодші 20 років, 58,6 % — особи у віці 20—64 років, 22,4 % — особи у віці 65 років та старші. Було 922 помешкань (у середньому 2,2 особи в помешканні).
Із загальної кількості 904 працюючих 56 було зайнятих в первинному секторі, 216 — в обробній промисловості, 632 — в галузі послуг.